# Conchalí
Conchalí es una comuna perteneciente al sector norte de Santiago de Chile. Limita al norte con las comunas de Quilicura y Huechuraba, al oriente con Recoleta, al sur con Independencia y Renca por el poniente. Fue fundada en 1927. La palabra Conchali es de origen mapudungun y significa "Luz amarilla" o también "Luz en el agua".

## Historia
Francisco Solano Asta-Buruaga y Cienfuegos escribió en 1867 en su Diccionario Geográfico de la República de Chile: 172  sobre el lugar:

Conchalí.-—Fundo y terrenos cultivados, situados á pocos kilómetros al N. de la capital y próximos al NO. del paraje ó fundo del Salto.

También el geógrafo Luis Risopatrón lo describe como un ‘fundo’ en su libro Diccionario Jeográfico de Chile en el año 1924:: 220 

Conchalí (Fundo) 33° 23' 70° 38'. Con 483 hectáreas de terreno regado i 50 ha de viñedos, se encuentra próximo a El Salto, a unos 10 kilómetros hácia el N de la ciudad de Santiago.

Durante el siglo pasado, Santiago era una ciudad muy distinta a la que es hoy en día, se vio enfrentada a recibir a muchos chilenos que migraban desde todas las zonas de Chile. Entre los años 1907 y 1960, llegaron alrededor de un millón de personas, quienes rápidamente coparon los conventillos existentes, así que no quedó más opción que construir improvisadas viviendas en cualquier sitio baldío.
Frente a la escasa o nula respuesta del Estado estos sectores marginales se organizan para acceder o conseguir un espacio digno donde vivir, comienzan así a surgir los movimientos de tomas de terrenos.
La vieja comuna de Conchalí, contabilizó 25 Tomas en las que se vieron involucradas 4.000 familias. Estos hechos la llevaron a sufrir grandes transformaciones, extendiéndose hacia el Norte, entre los bosques y las Viñas de Huechuraba y entre los sembradíos del fundo El Cortijo, ubicado entre Independencia, Panamericana Norte y Américo Vespucio.
Así es como aquellos antiguos sembradíos del Fundo El Cortijo comenzaron a ser poblados, el año 1969 se realiza un loteo de sitios a la entrada principal de él en lo que conocemos hoy como "La Arboleda" (Av. El Cortijo).

### Creación de la comuna
La comuna fue creada por el DFL-8583 del 30 de diciembre de 1927 por el presidente Carlos Ibáñez del Campo, como parte del entonces Departamento de Santiago, comprendiendo "las antiguas subdelegaciones 24.a, Huechuraba, y 25.a, Salto, en la parte no comprendida dentro de los límites de la comuna de Santiago; la parte de la subdelegación 15.a, Renca, situada al Oriente de la línea del Ferrocarril y la parte de la Subdelegación 16.a, Quilicura, situada al Oriente de la misma línea y al Sur del camino de la estación de Renca".
Actualmente Conchalí estaba estructurado sobre la base de sus ejes metropolitanos, que eran: Avenida. Circunvalación Américo Vespucio (Las Condes, Recoleta, Huechuraba, Quilicura), Avda. Eduardo Frei Montalva (conexión sur-norte de Chile), Av. Vivaceta, Av. Independencia, Guanaco y Av. Dorsal (esta última, parte del futuro anillo intermedio de la metrópoli). La diagonal José María Caro cruzaba desde Recoleta a la carretera Panamericana, estructurando internamente la comuna de manera irregular.

## Medio ambiente

### Geomorfología y componentes abióticos

Trazado simplificado de los ecosistemas y cuerpos de agua presentes en la comuna de Conchalí.

La comuna de Conchalí se encuentra emplazada en la unidad geomorfológica de Cuenca de Santiago; y presenta según la clasificación climática de Köppen clima semiárido de lluvia invernal (BSk (s)). Esta además se halla en la cuenca hidrográfica de río Maipo. La comuna no posee cuerpos de agua de origen natural.

### Componentes bióticos
Dentro del territorio de la comuna de manera natural podría hallarse el ecosistema de Bosque espinoso mediterráneo interior donde predominan Acacia caven y Prosopis chilensis; sin embargo, debido a la total cobertura del territorio con infraestructura urbana, no existe una representación natural de este ecosistema.

### Medidas de protección ambiental y conflictos socioambientales
Hasta 2022, la comuna de Conchalí no cuenta con superficie territorial destinada a la protección ambiental.

## Demografía

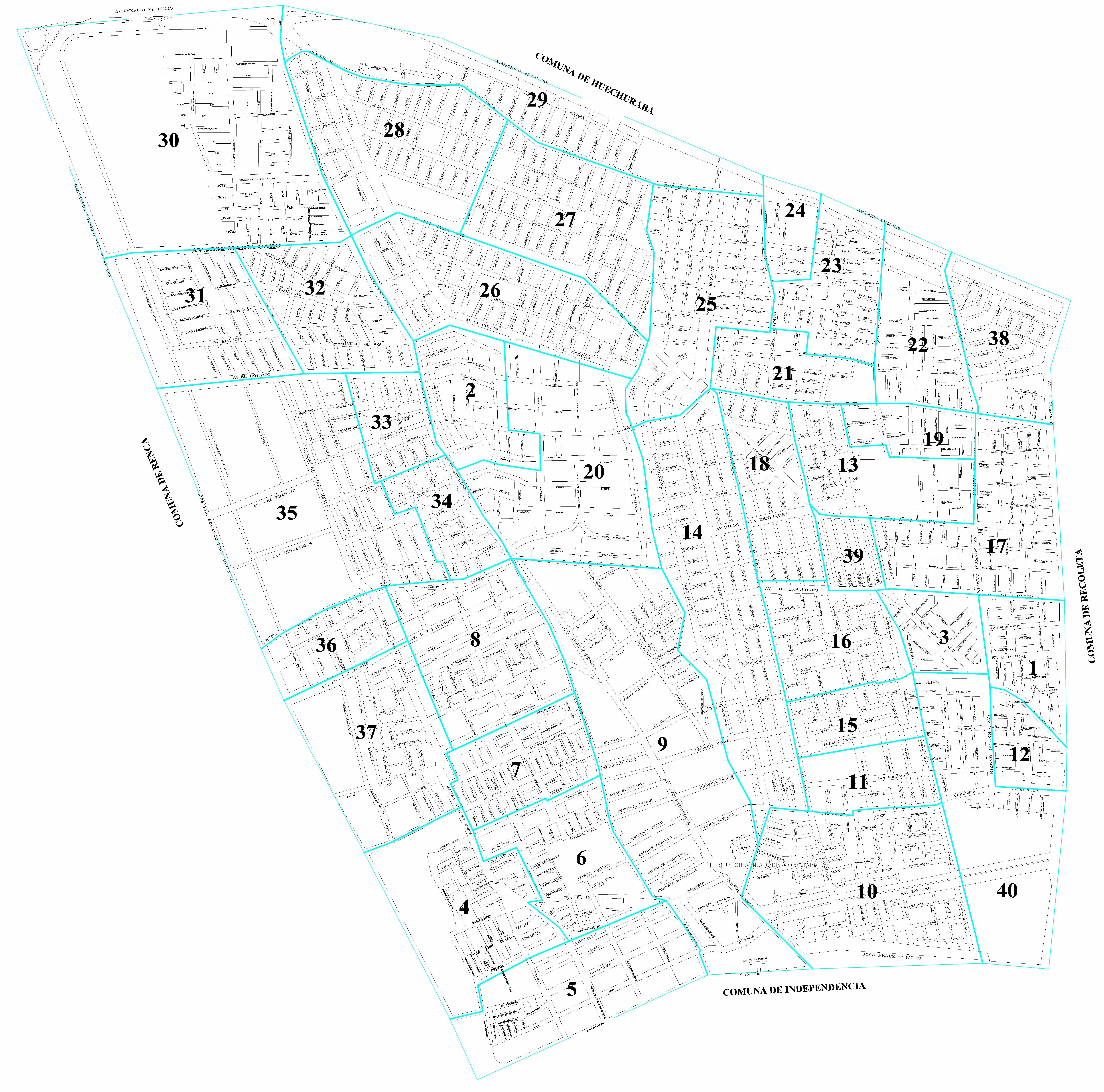
Unidades vecinales y territorios de la comuna de Conchalí

Su origen es variado y lo componen: campamentos radicados, operaciones sitio, loteos, subdivisiones, poblaciones fiscales y particulares, cooperativas, viviendas SERVIU, casetas sanitarias, mejoramiento de barrios, siendo los más recientes algunos condominios en altura.
Conchalí también posee un "barrio industrial" delimitado, al costado de la Carretera Panamericana Eduardo Frei Montalva y múltiples actividades económicas y comerciales de pequeño tamaño en su interior, incluyendo ferias libres, talleres artesanales, garajes, terminales de buses, entre otros.
Por su parte, los sectores privados también contribuyen al desarrollo de Conchalí, las organizaciones sociales, los grupos e instituciones locales, hacen sus aportes en función de sus barrios y unidades vecinales, en sus sedes comunitarias y/o ámbitos específicos de acción. Las inmobiliarias, por su parte, simbolizan el dinamismo empresarial industrial, de transporte, comercial y microempresarial con nuevos conjuntos habitacionales: condominios "La Ciudadela", "San Fernando", "Santa Pilar", "Las Palmas" y el de calle Canopus.
La población de la comunidad en cuestión se caracteriza por una distribución ligeramente inclinada hacia el género femenino, con un 51,18% de la población comunal femenina y un 48,83% masculina. Según datos del censo de 2017, la población total comunal asciende a 126 955 habitantes. La densidad de población es de 11.865 habitantes por kilómetro cuadrado, y la comunidad es completamente urbana, sin presencia de población rural. La tasa de natalidad es del 16,00, mientras que la tasa de mortalidad infantil se encuentra en 9,50. En términos de educación, la escolaridad promedio de la población es de 9,63 años, lo que puede ofrecer una perspectiva sobre el nivel de educación alcanzado por la población en general.[cita requerida]
Además, las condiciones económicas de la población en la comuna se dividen en distintas categorías. Un 2,0% de la población se encuentra en situación de indigencia, mientras que un 6,9% adicional se clasifica como pobre no indigente. La suma de estos porcentajes lleva a un total de población pobre en Conchalí del 8,0%.[cita requerida]

### Sectores
Conchalí se encuentra dividida en 48 unidades vecinales, las que se agrupan -a su vez- en 7 barrios:
- Barrio Vespucio Norte
- Barrio Vivaceta Barón
- Barrio El Cortijo
- Barrio Balneario
- Barrio Sur
- Barrio Juanita Aguirre
- Barrio Central

## Administración

### Municipalidad
La Ilustre Municipalidad de Conchalí, bajo la dirección del alcalde René de la Vega Fuentes (Independiente), está gestionada durante el periodo 2024-2028, y el concejo municipal está conformado por los concejales:
- Paula Pérez Espinoza (PCCh)
- Hernán Corona Sánchez (UDI)
- Patricia Molina Molina (DC)
- Lissette Ponce Palacios (PPD)
- Martín Muñoz Olivares (PRCh)
- Krishna Narváez Espinoza (IND/PRCh)
- Miguel Astudillo Cáceres (RN)
- Marjorie Melo Valenzuela (PH)

### Representación parlamentaria
Conchalí pertenece al Distrito Electoral n.º 9 y a la 7ª Circunscripción Senatorial (Región Metropolitana). Es representada en la Cámara de Diputados del Congreso Nacional por los siguientes diputados en el periodo 2022-2026:
Apruebo Dignidad (4)
- Karol Cariola Oliva (PCCh)
- Boris Barrera Moreno (PCCh)
- Maite Orsini Pascal (RD)
- Andrés Giordano Salazar (RD)

Chile Vamos (2)
- Jorge Durán Espinoza (RN)

Fuera de coalición:
- José Carlos Meza (PRCh)
- Érika Olivera de la Fuente (Demócratas)

A su vez, en el Senado la representan Fabiola Campillai Rojas (Ind), Claudia Pascual (PCCh), Luciano Cruz Coke (EVOP), Manuel José Ossandon (RN) y Rojo Edwards (PRCh) en el periodo 2022-2030.

## Economía
En 2018, la cantidad de empresas registradas en Conchalí fue de 2.220. El Índice de Complejidad Económica (ECI) en el mismo año fue de 0,86, mientras que las actividades económicas con mayor índice de Ventaja Comparativa Revelada (RCA) fueron Fabricación de Bombas, Grifos, Válvulas, Compresores, Sistemas Hidráulicos (84,78), Fabricación de Aparatos de Distribución y Control (49,4) y Edición de Folletos, Partituras y Otras Publicaciones (49,33).

## Servicios públicos
La comuna cuenta con servicios de Bomberos (Primera, Cuarta, Quinta, Séptima y Octava Compañías del Cuerpo de Bomberos Conchalí-Huechuraba), Carabineros y asistencia médica.

## Transporte
Entre las avenidas más importantes de la comuna, destacan la Avenida Independencia, Fermín Vivaceta, entre otras. Por la comuna de Conchalí pasa la Autopista Central y la Autopista Vespucio Norte Express.

### Red Metropolitana de Movilidad
La comuna se encontraba dentro de la Zona B del Transantiago. Los servicios de las unidades de negocio 2, 3, 7 y las unidades de servicio 1, 2, 4 prestan servicios en esta comuna. La comuna cuenta con los siguientes recorridos:
- 101: Cerrillos - Recoleta
- 107: Ciudad Empresarial - Avenida Departamental
- 201: Mall Plaza Norte - San Bernardo
- 214: Los Libertadores - Santa Olga
- 230: Los Libertadores - Centro
- 264n: Pedro Fontova - Santo Tomás
- 272: Ciudad Empresarial - Los Libertadores
- 308: Lo Marcoleta - Mapocho
- 722: Gonel - Av. Colon
- B01: El Salto - Huamachuco
- B04: (M) Los Libertadores - Mapocho
- B06: (M) Zapadores - Santa Laura
- B10: Santa Marta de Huechuraba - (M) Cerro Blanco
- B11: El Salto - Lo Marcoleta
- B12: (M) Zapadores - Lo Marcoleta
- B21: Plaza Chacabuco - Lo Marcoleta
- B22: Palacio Riesco - Urmeneta
- B26: (M) Los Libertadores - (M) Estación Central
- B27: (M) Vespucio Norte - (M) Salvador
- B31n: Quilicura - Centro

### Metro
La comuna cuenta desde 2019 con tres estaciones de la Línea 3 del Metro de Santiago: 
- : Cardenal Caro • Vivaceta • Conchalí.